# Beatrix Capet

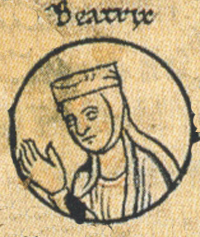
Beatrix Capet

Beatrix Capet (938 - na 1003), was echtgenote van Frederik I van Lotharingen. Na zijn dood was zij vanaf 978 tien jaar lang regentes van Opper-Lotharingen. Zij speelde een actieve rol in de politiek van het Heilige Roomse Rijk en West-Francië.
Beatrix was een dochter van Hugo de Grote (de machtigste edelman van West-Francië) en van Hedwig van Saksen (zuster van keizer Otto I de Grote). Een van haar broers was Hugo Capet, die koning van Frankrijk zou worden. Ze hoorde dus tot de hoogste adel van West-Europa. In 951 werd ze verloofd met Frederik, die als belangrijke edelman in Opper-Lotharingen een waardevolle alliantie voor haar vader was. Ze trouwden in 954 of 955 toen Beatrix meerderjarig werd. Als bruidsschat bracht ze de Lotharingse bezittingen (onder andere Saint-Mihiel) van de abdij van Saint-Denis in Parijs mee. Dit vormde de kern van het latere graafschap Bar.
Na het sneuvelen van haar man in 976 tegen Lotharius van Frankrijk was ze regentes voor haar minderjarige zoon Diederik en noemt zichzelf “dux” (hertog). Ze koos partij tegen Lotharius en voor de keizerin-weduwe Theophanu en keizerin-moeder Adelheid. Daardoor werd ze automatisch tegenstander van hertog Hendrik II van Beieren. Haar steun aan Otto III was doorslaggevend voor zijn keuze tot koning. Als tegenprestatie werd haar zoon Adalbero tot bisschop van Metz benoemd. Beatrix voerde een actieve diplomatie naar het keizerlijk hof en West-Francië en speelde een belangrijke rol in de vreedzame oplossing van de opstand van Hendrik van Beieren (die zijn hertogdom behield) en de oorlog met Lotharius. In 985 bereikt ze via haar broer Hugo de vrijlating van haar zoon Diederik die in Verdun gevangen was genomen. In 987 trad ze terug als regentes en werd Diederik hertog van Opper-Lotharingen. In de praktijk hield ze nog veel macht in handen en hierdoor ontstond een conflict met haar zoon, Diederik. Die heeft haar zelfs opgesloten in een abdij om zo de werkelijke overdracht af te dwingen, maar onder druk van de paus moest hij haar weer vrijlaten.
Beatrix voerde een correspondentie met Gerbert van Aurillac, een bekende wetenschapper en geestelijke, die later als Silvester II paus zou worden. Naast Diederik en Adalbero kregen Frederik en Beatrix nog een zoon Hendrik, die ca. 975 is overleden.

## Voorouders
| Voorouders van Beatrix Capet (938-1003) | Voorouders van Beatrix Capet (938-1003)                                | Voorouders van Beatrix Capet (938-1003)                                | Voorouders van Beatrix Capet (938-1003)                                | Voorouders van Beatrix Capet (938-1003)                                | Voorouders van Beatrix Capet (938-1003)                               | Voorouders van Beatrix Capet (938-1003)                               | Voorouders van Beatrix Capet (938-1003)                               | Voorouders van Beatrix Capet (938-1003)                               |
| --------------------------------------- | ---------------------------------------------------------------------- | ---------------------------------------------------------------------- | ---------------------------------------------------------------------- | ---------------------------------------------------------------------- | --------------------------------------------------------------------- | --------------------------------------------------------------------- | --------------------------------------------------------------------- | --------------------------------------------------------------------- |
| Overgrootouders                         | Robert IV de Sterke (820-866) ∞ Adelheid van Tours (-866)              | Robert IV de Sterke (820-866) ∞ Adelheid van Tours (-866)              | Herbert I van Vermandois (850-907) ∞ Bertha van Morvois (862-907)      | Herbert I van Vermandois (850-907) ∞ Bertha van Morvois (862-907)      | Otto I van Saksen (850–912) ∞ Hedwig van Babenberg (956-1003)         | Otto I van Saksen (850–912) ∞ Hedwig van Babenberg (956-1003)         | Diederik (-) ∞ ca. 890 Reginhilde (ca. 870-?)                         | Diederik (-) ∞ ca. 890 Reginhilde (ca. 870-?)                         |
| Grootouders                             | Robert van Bourgondië (866-923) ∞ 895 Beatrix van Vermandois (880-931) | Robert van Bourgondië (866-923) ∞ 895 Beatrix van Vermandois (880-931) | Robert van Bourgondië (866-923) ∞ 895 Beatrix van Vermandois (880-931) | Robert van Bourgondië (866-923) ∞ 895 Beatrix van Vermandois (880-931) | Hendrik de Vogelaar (876-936) ∞ 909 Mathilde van Ringelheim (895-968) | Hendrik de Vogelaar (876-936) ∞ 909 Mathilde van Ringelheim (895-968) | Hendrik de Vogelaar (876-936) ∞ 909 Mathilde van Ringelheim (895-968) | Hendrik de Vogelaar (876-936) ∞ 909 Mathilde van Ringelheim (895-968) |
| Ouders                                  | Hugo de Grote (897-956) ∞ 938 Hedwig van Saksen (914-965)              | Hugo de Grote (897-956) ∞ 938 Hedwig van Saksen (914-965)              | Hugo de Grote (897-956) ∞ 938 Hedwig van Saksen (914-965)              | Hugo de Grote (897-956) ∞ 938 Hedwig van Saksen (914-965)              | Hugo de Grote (897-956) ∞ 938 Hedwig van Saksen (914-965)             | Hugo de Grote (897-956) ∞ 938 Hedwig van Saksen (914-965)             | Hugo de Grote (897-956) ∞ 938 Hedwig van Saksen (914-965)             | Hugo de Grote (897-956) ∞ 938 Hedwig van Saksen (914-965)             |